# Scleria ciliata
Scleria ciliata är en halvgräsart som beskrevs av André Michaux. Scleria ciliata ingår i släktet Scleria och familjen halvgräs.

## Underarter
Arten delas in i följande underarter:
- S. c. ciliata
- S. c. elliottii
- S. c. glabra